# KIOE
KIOE（91.3 FM）是位于美属萨摩亚的一个非商业性教育及基督教广播电台，在2011年5月开播。发射地位于图图伊拉岛。该电台的广播执照于2012年1月发放，属于境内基督教会。

## 概况
2007年10月，境内基督教会向美国联邦通信委员会申请成立新电台的执照。2008年5月20日，美国联邦通信委员会同意设立这个电台。2011年5月18日被分配呼号为KIOE，2011年5月24日电台得到了广播执照。